# Micromia rotundata
Micromia rotundata là một loài bướm đêm trong họ Geometridae.